# Tel Shaddud
Koordinaten: 32° 39′ 36,9″ N, 35° 14′ 2,2″ O

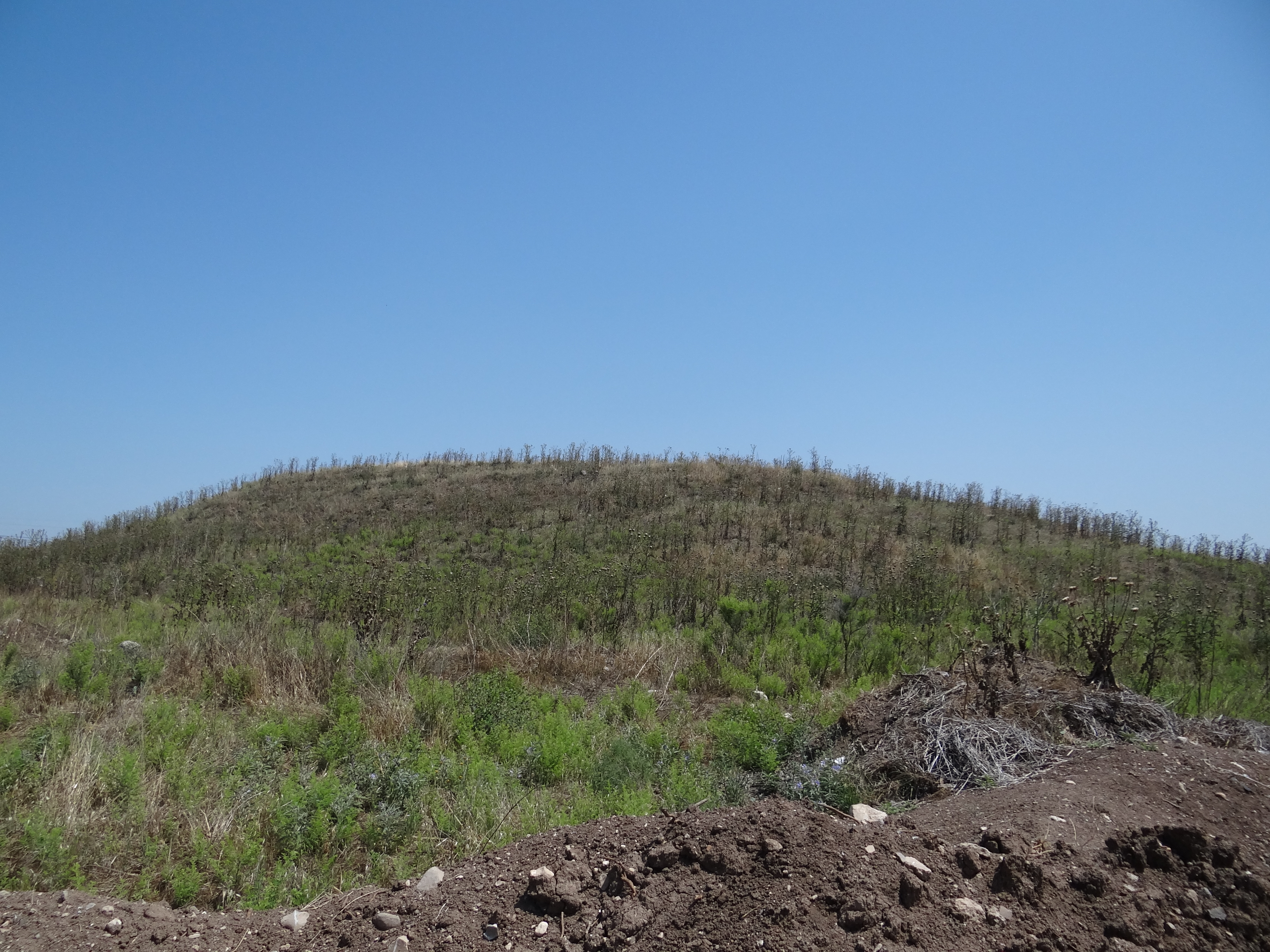
Der Tel Shaddud

Bei dem Tel Schaddud (hebräisch תֵּל שַדּוּד) handelt es sich um einen kleinen, etwa 2 ha großen, bisher nicht ausgegrabenen Ruinenhügel im Gebiet des Kibbuzes Sarid im ʿEmeq Jisreʿel, im Norden Israels.

## Beschreibung
Vereinzelte Ausgrabungen gab es bisher im Umland, doch nicht auf dem eigentlichen Hügel. 2013 und 2014 fanden dicht am Hügel Testgrabungen statt, bevor eine Gasleitung verlegt werden sollte. Dabei kamen Reste einer frühen bronzezeitlichen Siedlung (EB I), Teile einer späten bronzezeitlichen (LB II) bis frühen eisenzeitlichen Siedlung und Reste der griechisch-römischen Zeit zum Vorschein. Die Funktion der Siedlung ist unbekannt, doch lag sie auf halbem Weg zwischen größeren Orten im Osten und dem Meer im Westen. Die Ebene um Tel Shaddud ist sehr fruchtbar. In der späten Bronzezeit gab es starke Kontakte nach Ägypten. Der Ort mag in dieser Zeit als Wegestation gedient haben oder sogar Teil einer ägyptischen Domäne gewesen sein, die hier eingerichtet wurde.

## Funde
Der bemerkenswerteste Fund war ein kleiner Friedhof aus der späten Bronzezeit. Vier Bestattungen konnten untersucht werden. Die Bestattung eines Mannes war besonders reich ausgerüstet. Der Mann lag in einem 1,94 m langen Tonsarg, bei dem es sich um eine  Röhre handelt, an deren Kopfende ein Gesicht in den Ton modelliert ist. Solche Särge sind  in Ägypten und in der südlichen Levante bezeugt, sind aber insgesamt nicht sehr häufig und deuten auf einen besonderen Status der bestatteten Personen. In dem Sarg, der in einer Grube lag, befand sich das Skelett eines Mannes, der nicht älter als 35 Jahre alt war. Eine DNA-Analyse seiner sterbliche Reste deutet an, dass die Person aus der Umgebung des Ortes stammte. Eine Untersuchung des Tons des Sarges ergab, dass er wahrscheinlich in der Bet Sche’an-Ebene hergestellt wurde. Diese liegt etwa 45 km von Tel Shaddud entfernt.
Als Grabbeigaben fanden sich ein Dolch sowie ein ägyptischer Skarabäus in einem Goldring mit dem Namen von König Sethos I. (regierte von etwa 1290 bis 1279 v. Chr.). Auf der Brust des Toten lag eine Bronzeschale. Daneben fanden sich ein silberner Ohrring und drei kleinere Keramikgefäße. Außerhalb des Sarges stieß man auf Tierknochen und weitere, größere Keramikgefäße. Die anderen Bestattungen waren weniger reich mit Beigaben ausgerüstet. Hier fanden sich vor allem Keramikgefäße.

## Grabung
Die bisherigen Kenntnisse über Tel Shaddud beruhen auf wenigen Rettungsgrabungen am Fuße des Tells. Eine systematische Forschungsgrabung wird im Juli 2023[veraltet] im Rahmen eines gemeinsamen Projekts der Universität Tel Aviv, der israelischen Antikenbehörde, der Ruhr-Universität Bochum und der Friedrich-Schiller-Universität Jena durchgeführt werden.